# Зіггі Гордон
Зіггі Гордон (англ. Ziggy Gordon, нар. 23 квітня 1993) — шотландський футболіст, захисник клубу «Ягеллонія». Виступав, зокрема, за клуб «Гамільтон Академікал», а також юнацьку збірну Шотландії.

## Клубна кар'єра

### «Гамільтон Академікал»
На професіональному рівні Гордон дебютував 1 лютого 2011 року в програному (0;2) поєдинку шотландської Прем'єр-ліги проти «Сент-Джонстона». У квітні 2012 року він підписав з клубом новий 2-річний контракт. Напередодні початку сезону 2012/13 років Зіггі оголосив про намір стати гравцем основного складу першої команди. У листопаді 2012 року Гордон заявив, що теперішня позиція клубу в турнірній таблиці ліги є незаслуженою, з огляду на останні поєдинки команди, до того ж у січні 2013 року Гордон також заявив, що останні результати команди не відображають рівень гри, яку деонструє «Гамільтон Академікал». У лютому 2013 року Гордон заявив, що майбутній «хаотичний» графік матчів клубу не позначиться на його грі. 5 березня 2013 року в поєдинку чемпіонату проти «Мортона» Зіггі відзначився дебютним голом у футболці клубу. Завдяки вдалій грі в цьому поєдинку його було нагороджено званням «Гравець матчу». Пізніше Гордон зазначив, що сподівається на те, що його гол та перемога в цьому поєдинку, буде стимулювати команду на подальші вдалі виступи в чемпіонаті. За підсумками сезону 2012/13 років Гордон був визнаний найкращим футболістом року в «Гамільтон Академікал». Напередодні старту сезону 2013/14 років Гордон наголосив на важливості підтримки вболівальників «Гамільтон» напередодні майбутньої кампанії. У лютому 2014 року Зіггі підписав з клубом новий 2-річний контракт.
У квітні 2014 року його було обрано до символічної Збірної команди шотландської Прем'єр-ліги 2013/14, разом з партнерами по «Гамільтону» Антоні Андро та Елістером Кроуфордом.
У січні 2015 року «Гамільтон Академікал» відхилив пропозицію про продаж Зіггі до польської «Ягеллонії» (Білосток).
У травні 2016 року було оголошено, що Гордон залишить команду по завершенні сезону.

### «Партік Тісл»
Улипні 2016 року перейшов до «Партік Тісл».

### «Ягеллонія»
У січні 2017 року приєднався до складу«Ягеллонії», підписавши піврічний контракт з клубом зі столиці Підляшшя, з можливістб його продовження ще на 3 роки.

## Виступи за збірну
У травні 2011 року дебютував у складі юнацької збірної Шотландії, взявши участь у 2-ох іграх на юнацькому рівні.

## Особисте життя
Гордон має польське коріння. Родина його мати, Барбари, походить з Кракова, а це означає, що Зіггі має право на міжнародному рівні представляти й Польщу.
У травні 2017 року він розкритикував методику тренувань у шотландському футболі, заявивши, що польські тренери в цьому питанні набагато просунутіші. Його претензії стосувалися шотландських тренерів Єна МакКола та Тема МакМануса.

## Досягнення
- Екстракляса
  -  Срібний призер (1): 2016/17

## Статистика виступів

### Клубна
Станом на 31 серпня 2017 року
| Клуб                   | Сезон            | Ліга  | Ліга | Кубок Шотландії | Кубок Шотландії | Кубок Ліги | Кубок Ліги | Інші  | Інші | Загалом | Загалом |
| Клуб                   | Сезон            | Матчі | Голи | Матчі           | Голи            | Матчі      | Голи       | Матчі | Голи | Матчі   | Голи    |
| ---------------------- | ---------------- | ----- | ---- | --------------- | --------------- | ---------- | ---------- | ----- | ---- | ------- | ------- |
| «Гамільтон Академікал» | 2010–11          | 2     | 0    | 0               | 0               | 0          | 0          | 0     | 0    | 2       | 0       |
| «Гамільтон Академікал» | 2011–12          | 8     | 0    | 0               | 0               | 1          | 0          | 1     | 0    | 10      | 0       |
| «Гамільтон Академікал» | 2012–13          | 32    | 1    | 2               | 0               | 2          | 0          | 0     | 0    | 36      | 1       |
| «Гамільтон Академікал» | 2013–14          | 34    | 2    | 1               | 0               | 3          | 0          | 5     | 0    | 43      | 2       |
| «Гамільтон Академікал» | 2014–15          | 24    | 0    | 1               | 0               | 4          | 0          | 0     | 0    | 29      | 0       |
| «Гамільтон Академікал» | 2015–16          | 38    | 2    | 1               | 0               | 1          | 0          | 0     | 0    | 40      | 2       |
| «Гамільтон Академікал» | Загалом          | 138   | 5    | 5               | 0               | 11         | 0          | 6     | 0    | 160     | 5       |
| «Партік Тісл»          | 2016–17          | 14    | 0    | 0               | 0               | 5          | 0          | 0     | 0    | 19      | 0       |
| «Ягеллонія»            | 2016–17          | 9     | 0    | 0               | 0               | 0          | 0          | 0     | 0    | 9       | 0       |
| «Ягеллонія»            | 2017–18          | 2     | 0    | 1               | 0               | 0          | 0          | 0     | 0    | 3       | 0       |
| «Ягеллонія»            | Загалом          | 11    | 0    | 1               | 0               | 0          | 0          | 0     | 0    | 12      | 0       |
| Усього в кар'єрі       | Усього в кар'єрі | 163   | 5    | 6               | 0               | 16         | 0          | 6     | 0    | 191     | 5       |